# Thomas von Fritsch

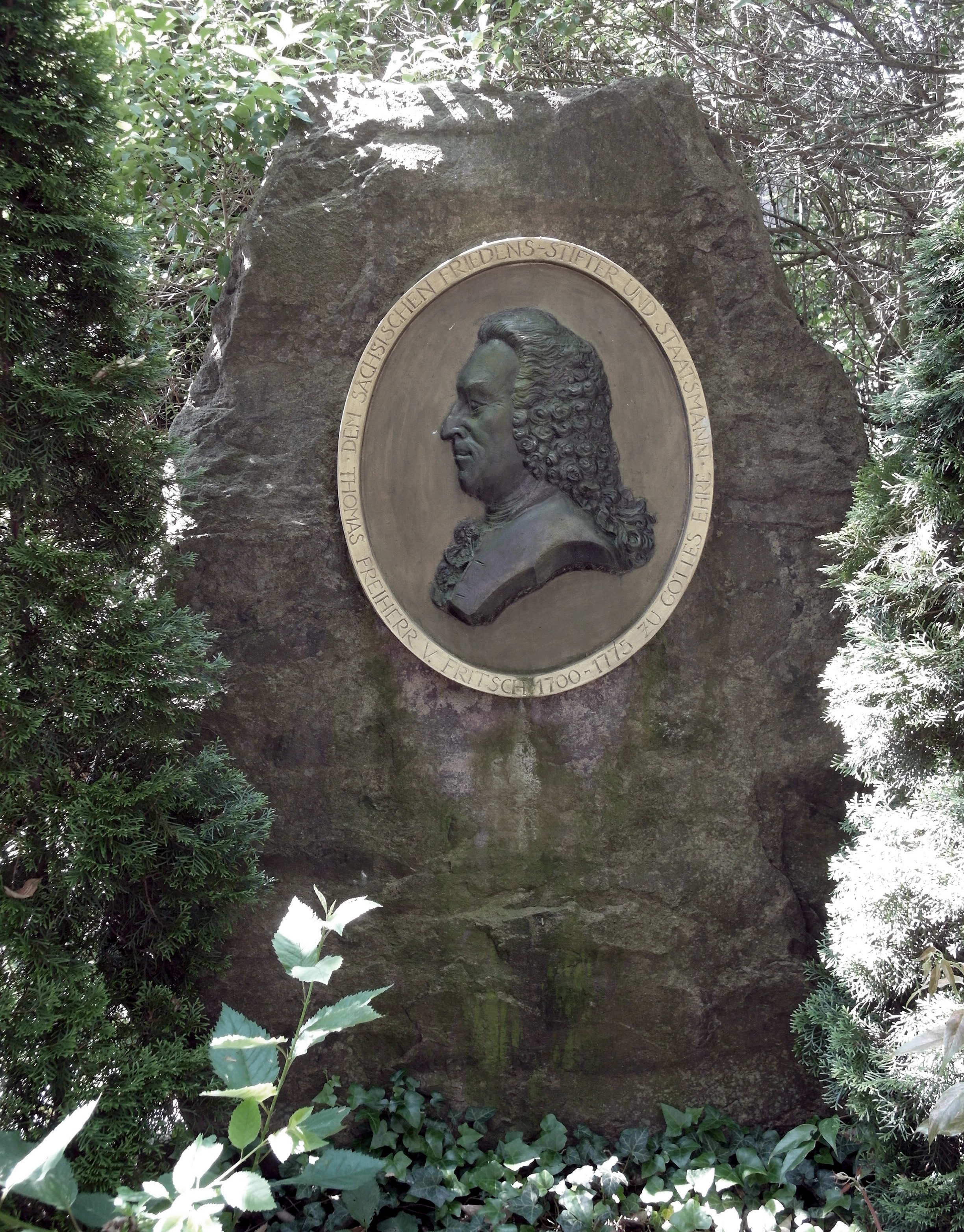
Kamień pamiątkowy Thomasa von Fritscha w zamku Hubertusburg

Freiherr (baron) Thomas von Fritsch (ur. 1700, zm. 1 grudnia 1775 w Dreźnie) – saski dyplomata, minister i polityk, reformator dzięki pracy którego Elektorat Saksonii odzyskał dawną kondycję finansową i gospodarczą po katastrofie jaką były wojna siedmioletnia i najazd pruski. Okres odbudowy był nazywany z francuska: Rétablissement.
Jego ojcem był słynny saski wydawca Thomas Fritsch (1666-1726). Po studiach Thomas junior podróżował po Francji Niderlandach i Anglii. W roku 1727 wstąpił na służbę saską i został dyplomatą. Gdy minister Henryk Brühl zaczął tracić wpływy, Fritsch został ministrem w roku 1741. W roku 1742 cesarz Karol VII Bawarski powołał go na stanowisko doradcy Rzeszy We Frankfurcie nad Menem. Przebywał tam aż do śmierci cesarza w 1745 roku.
Komisja odbudowy zwana Restaurierungskommission działała od 30 kwietnia 1762 do 5 sierpnia 1763, wydała w sumie 34 dekrety. Otoczony zdolnymi współpracownikami takimi jak Friedrich Ludwig Wurmb (1723-1800) i Christian Gotthelf Gutschmid (1721-1798), von Fritsch rozpoczął zakrojony na szeroką skalę plan odbudowy.
W 1772 został kawalerem Orderu Orła Białego i Orderu Świętego Stanisława. 